# McDonnell XF-88
Die McDonnell XF-88 Voodoo (Werksbezeichnung Model 36) war ein Jagdflugzeug des US-amerikanischen Herstellers McDonnell Aircraft Corporation, von dem Ende der 1940er Jahre lediglich zwei Prototypen hergestellt wurden. Die XF-88 bildete die Grundlage für die Weiterentwicklung zur McDonnell F-101.

## Geschichte

### Entwicklung
Ausschlaggebend für die Entwicklung der F-88 waren die positiven Erfahrungen beim Kriegseinsatz der P-51 Mustang als Begleitjäger der schweren Bomber B-17 Flying Fortress und B-29 Super Fortress. Im August 1945 gab die USAAF eine informelle Bedarfsabfrage heraus, in der ein „Eindringjäger“ (penetration fighter) mit einem Einsatzradius von mindestens 1440 km (900 ml) und einer zusätzlichen Kampffähigkeit über dem Zielgebiet der Bomber, um etwaige gegnerische Jagdflugzeuge abwehren zu können, gefordert wurde. Die Erfüllung dieser Bedingungen erschien für die angefragten Unternehmen eigentlich aussichtslos. Genauso wie die Einhaltung des angestrebten Gewichtslimits von 6810 kg (15.000 lb), das selbst noch unter dem Gewicht einer kolbenmotorgeriebenen P-47 des Zweiten Weltkriegs lag.
Die Verwendung von zwei Turbojets in den vergrößerten Flügelwurzeln erschien dem Entwicklerteam um Kendall Perkins und Edward „Bud“ Flesh als geeignetste Auslegung, da sie sich bereits zuvor bei der McDonnell FH Phantom und McDonnell F2H Banshee bewährt hatte. Bei relativ geringem aerodynamischem Widerstand ergab sich eine hohe Zuverlässigkeit durch den Einsatz zweier Triebwerke, die auch eine hohe Reichweite ermöglichten, indem im Marschflug ein Triebwerk im Leerlauf betrieben werden konnte. Die verwendeten Westinghouse J34 besaßen zudem eine geringe Frontfläche und spezifischen Treibstoffverbrauch. Die ersten Entwürfe für das „Model 36“ wiesen noch eine große Ähnlichkeit zur Banshee auf, hatten jedoch einen dünneren Flügel und kürzere Tragflächen, die lediglich an der Vorderkante eine Pfeilung von 20° aufwiesen, während die Hinterkante ungepfeilt blieb.
Als deutsche Versuchsergebnisse zu den Vorteilen des Pfeilflügels verfügbar wurden, änderte man im September 1945 den Entwurf auf einen Laminarflügel mit 35° Pfeilung in 1/4 der Profiltiefe bei lediglich 7,9 % Profildicke. Um diese Tragflügelkonfiguration und genügend Raum für einen großen Treibstoffvorrat zu ermöglichen, mussten die Triebwerke in den unteren Rumpfbereich verlegt werden, wo sie nach unten leicht ein- und ausgebaut werden konnten. Wegen einer günstigen Schwerpunktslage mussten sie relativ weit vorne eingebaut werden, sodass eigentlich lange Düsenauslässe im Heck notwendig wurden. Aus Gewichtsgründen und zur Vermeidung von Schubverlusten entschied man sich trotz der dadurch deformierten Rumpflinie für kurze Auslässe. Weitere Nachteile waren kritische Temperaturen der Rumpfoberfläche und Probleme mit Druckstößen im Auslassbereich, die jedoch anscheinend so gut beherrscht werden konnten, dass die gleiche Auslegung auch wieder bei der McDonnell F3H Demon und der McDonnell F4H Phantom II verwendet wurde.
Auch die Konfiguration der Triebwerkeinlässe war problematisch: Trotz der Nachteile von etwa 8 % im Treibstoffverbrauch und im Maximalschub entschied man sich dafür, die bis dahin für McDonnell typischen Einlässe in der Flügelwurzel beizubehalten. Nach vielen Versuchen konnte auch die Tragfläche so steif gestaltet werden, dass im Tiefflug Mach 0,85 bei vollem Querruderausschlag möglich war. Das Anbringen von Flügelendtanks (Tip-Tanks) war bei den dünnen Tragflächen jedoch nicht möglich.
Am 20. Juni 1946 erhielt McDonnell den Auftrag zum Bau von zwei Prototypen (USAAF-Seriennummern 46-525 und -526) des bis 11. Juni 1948 noch als XP-88 bezeichneten Flugzeugs. Zusätzlich wurde auch ein vollmaßstäbliches Mock-up hergestellt. Nach dessen Besichtigung vom 21. bis 23. August 1946 erfuhren die Triebwerkseinläufe eine Änderung, indem die Pfeilung dort von 35° auf 40° erhöht und eine Splitterplatte (duct splitter) zur Verhinderung des Eindringens der Rumpfgrenzschicht in den Einlauf vorgesehen wurde. Windkanalversuche erbrachten noch weitere Änderungen des Entwurfs, so wurde das ursprünglich vorgesehene V-Leitwerk durch eine konventionelle Variante ersetzt.

### Erprobung
Der Erstflug der XF-88 mit Robert M. Edholm am Steuer, fand am 20. Oktober 1948 auf der Muroc Army Air Force Base statt. Die anschließende Erprobung zeigte lediglich einen Konstruktionsmangel auf: bei geringen Geschwindigkeiten und voller Leistung war die Luftzuführung zum Triebwerk nicht ausreichend, sodass im Einlass automatisch betätigte Federklappen vorgesehen wurden, durch die bei diesen Flugzuständen zusätzliche Luft angesaugt werden konnte. Ohne Probleme konnten beim siebzigsten Flug am 12. Mai 1949 die maximalen Leistungswerte des Flight envelope erflogen werden. Im Sturzflug wurde eine Maximalgeschwindigkeit von etwa Mach 1,17 bis 1,19 bei einer Sinkrate von 20.600 m/min (67.600 ft/min) erreicht.

### Interner Leistungsvergleich
Im Januar 1949 führte McDonnell einen internen Vergleich der vorgesehenen Serienvariante der F-88 mit einem hypothetischen Modell „McDonnell 58A“ durch. Letzteres war eine modifizierte Version der seinerzeit in Entwicklung befindlichen F3H Demon ohne die für den Trägerbetrieb notwendige Zusatzausrüstung, wie Fanghaken und Tragflächenklappvorrichtung. Als Antrieb wurde ein Westinghouse XJ40 mit Nachbrenner vorgesehen. Als Vergleichsmuster dienten zwei F-88, eine mit J34-Triebwerken, die andere mit Westinghouse J46, beide mit Nachbrennern ausgerüstet.
Der Vergleich zeigte, dass sich die Leistungen der drei Muster nicht sehr stark unterschieden, lediglich die F-88 mit dem J46 zeigte rechnerisch eine deutlich bessere Steigleistung von 8350 m/min (27.400 ft/min) gegenüber 7870 m/min (25.800 ft/min) des Model 58A und J34-F-88 mit 5190 m/min (17.010 ft/min). Die Ergebnisse hatten keine unmittelbare Auswirkung auf die Planungen der Air Force, erlaubten aber einen Vergleich der neuesten Air Force- und Navy-Jagdflugzeuge.

### Nachbrennerversion XF-88A

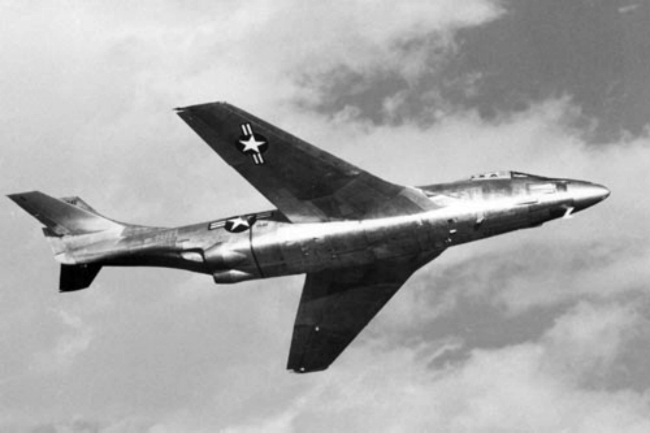
XF-88A im Flug

Bereits bei der Attrappenbesichtigung im Sommer 1946 erhielt McDonnell den Auftrag, die Möglichkeit des Einbaus eines Nachbrenners im zweiten Prototyp zu prüfen. Ein offizieller Vertrag darüber wurde jedoch erst 15. Dezember 1947 abgeschlossen. Ein Problem stellte die geringe mögliche Einbaulänge von nur 1,32 m (52 in.), die Hälfte der vom Hersteller vorgesehenen Nachbrennerlänge, dar. Da McDonnell bereits einige Erfahrung mit dem Einsatz von Ramjets und Pulsejets bei kleinen Helikoptern besaß, erhielt das Unternehmen im Dezember 1947 einen Zusatzauftrag zum Einbau von Nachbrennertriebwerken in den zweiten Prototyp, der danach als XF-88A bezeichnet wurde. McDonnell entwickelte hierfür eine eigene J34-Variante mit verstellbaren Düsenauslässen, die eine Standschuberhöhung von 34 % lieferte. Die XF-88A führte ihren Erstflug am 26. April 1949 noch mit zwei J34-WE-13-Triebwerken ohne Nachbrenner durch, anschließend wurde eines davon für Versuchsflüge durch ein Nachbrennertriebwerk J34-WE-15 ersetzt. Mit zwei WE-15 erreichte die XF-88 am 9. Juni dann exakt Mach 1.
Der erste Prototyp wurde am 26. August 1949 wegen fehlender finanzieller Mittel stillgelegt und zuerst in Muroc abgestellt, dann aber gegen Ende des Jahres per LKW nach St. Louis transportiert. Die XF-88 hatte bis dahin 93 Flüge mit einer Flugzeit von 82 Stunden absolviert. Am 9. November 1949 führte die XF-88A eine Notlandung durch, wonach sie zur Reparatur ebenfalls ins Werk nach St. Louis zurücktransportiert werden musste. Der Testbetrieb mit der reparierten zweiten Maschine konnte erst am 27. März 1950 wieder aufgenommen werden. Nachdem weitere Gelder verfügbar waren, konnte auch die erste Maschine mit einem J34-Nachbrenner Triebwerk ausgerüstet werden, behielt jedoch die XF-88-Bezeichnung, ohne das A-Suffix, bei. Der Erstflug der modifizierten Maschine fand am 1. Mai und die Überführung nach Muroc am 22. Mai 1950 statt.
Die Erprobung der XF-88A in der Phase II erfolgte vom 5. Mai bis 14. Juni 1950 und umfasste 18 Flüge über 12½ Stunden. Die Leistungssteigerung durch die Nachbrenner erbrachte eine Geschwindigkeitserhöhung von 1008 (630) auf 1110 km/h (693 mph) in 4580 m (15.000 ft), die maximale Mach-Zahl erhöhte sich von 0.91 auf 0.945 in 10.680 m (35.000 ft). Im flachen Bahnneigungsflug konnten leicht Mach 1,18 erreicht werden, ohne dass sich Buffeting-Effekte zu stark bemerkbar machten. Nach einer Notlandung am 16. Juni 1950 infolge eines Triebwerk-Verdichterausfalls wurde die Maschine nicht wieder flugtauglich gemacht.

### Vergleichsfliegen
Zwischen dem 29. Juni und 10. Juli 1950 fand ein Vergleichsfliegen zwischen den Konkurrenten XF-88, Lockheed XF-90 und North American YF-93A in Muroc statt. Da die eigentlich vorgesehene XF-88A stark beschädigt nicht verfügbar war, konnte stattdessen die nun ebenfalls mit einem Nachbrenner versehene XF-88 eingesetzt werden. Die Maschine wurde von acht Air Force Piloten in 26 Flügen getestet. Am 11. September erhielt McDonnell die Mitteilung, dass ihr Entwurf zum Sieger erklärt wurde. McDonnell übermittelte noch Informationen zur vorgesehenen Serienversion, die einen um 1,43 m verlängerten Vorderrumpf erhalten sollte, ein Auftrag zum Produktionsbeginn wurde jedoch nicht erteilt.

### Luftschrauben-Erprobungsträger XF-88B

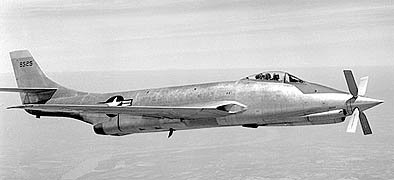
XF-88B im Flug, man beachte die aerodynamisch bessere Verkleidung der Triebwerksauslässe gegenüber der XF-88A

Nachdem die erste XF-88 am 3. August 1950 nach St. Louis zurückgekehrt war, wurde sie zu einem Versuchsflugzeug zur Propellererprobung umgebaut. Bis zu dem Umbau hatte die Maschine 160 Flüge absolviert. Die XF-88B stellte das letzte Propellerflugzeug in der F-Bezeichnungssequenz der US Air Force dar. Es war vorgesehen, 27 unterschiedliche Propeller, angetrieben von einem 2750 PS leistenden Allison XT38-A-5 Turboproptriebwerk, zu untersuchen. Das XT38 stellte im Wesentlichen eine Hälfte des XT40 dar, das in der ähnlich ausgelegten Republic XF-84H eingesetzt wurde. Das Triebwerk wurde etwas nach links und das Bugfahrwerk nach rechts versetzt eingebaut. Die Treibstoffkapazität musste auf 2050 Liter (543 US-gallons) reduziert werden, um Raum für die Messeinrichtungen zu schaffen und zum Ausgleich des Triebwerksgewichts wurden 109 kg (240 lb) Ballast im Heck untergebracht.
Der Umbau zu einem „dreimotorigen“ Flugzeug erfolgte von August bis November 1952, wonach sich am 14. April 1953 ein 42-minütiger erster Flug anschloss. Anfangs wurde ein im Durchmesser 3,05 m (10 ft) messender Vierblatt-Curtiss-Propeller eingesetzt, im weiteren Versuchsbetrieb waren auch Propeller mit geringerem Durchmesser von 1,2 und 2,1 m im Einsatz. Beim Start waren die Propeller jeweils in Segelstellung, um Beschädigungen der Blätter zu vermeiden. Das Propellergetriebe erlaubte drei Übersetzungen mit Propellerdrehzahlen von 1700, 3600 und 6000 min−1.  Als Maximalgeschwindigkeit konnte bei den Versuchen Mach 0,97 erflogen werden. Lediglich bei geringen Geschwindigkeiten und großer Triebwerksleistung reichte die Seitenruderwirkung nicht aus, um die Kreiselkräfte des Propellers auszugleichen. Nach Abschluss der Fluguntersuchungen 1956 mit 43 Flügen wurde die XF-88B für einige Jahre auf einem Schrottplatz auf der Langley AFB abgestellt, bevor die Maschine zusammen mit der XF-88A verschrottet wurde.

## Technische Daten
| Kenngröße             | Daten |
| --------------------- | --- |
| Besatzung             | 1 |
| Länge                 | 16,51 m |
| Spannweite            | 12,10 m |
| Höhe                  | 5,26 m |
| Flügelfläche          | 9,94 m² |
| Leermasse             | 5512 kg |
| Startmasse            | 10.487 kg                                                                                                  |
| Marschgeschwindigkeit | 843 km/h                                                                                                   |
| Höchstgeschwindigkeit | 1026 km/h auf Meereshöhe                                                                                   |
| Steigleistung         | 14,5 min auf 10.675 m                                                                                      |
| Dienstgipfelhöhe      | 10.980 m                                                                                                   |
| Reichweite            | 2800 km |
| Triebwerke            | zwei Westinghouse J34-WE-13 mit je 13,35 kN (3000 lb) bzw. WE-22 mit je 18,25 kN (4100 lb) mit Nachbrenner |
| Bewaffnung            | sechs 20-mm-Kanonen                                                                                        |